# Johan Cortlever
Johan George Cortlever (ur. 4 sierpnia 1885 w Amsterdamie, zm. 14 kwietnia 1972 tamże) – holenderski pływak, uczestnik Letnich Igrzysk w 1908 i 1920
Podczas igrzysk w 1908 roku wystartował na 100 metrów stylem grzbietowym, lecz odpadł w eliminacjach. Wziął również udział w turnieju piłki wodnej, gdzie ze swoją drużyną zajął 4. miejsce.
Podczas Letnich Igrzysk 1920 w Antwerpii, jego drużyna piłki wodnej przegrała z belgijską w ćwierćfinale.